# Меморандум Козака
Меморандум Козака — план решения приднестровского конфликта через федерализацию Молдовы. Проект был разработан в 2003 году первым заместителем руководителя администрации Президента России Дмитрием Козаком.

## Условия плана
По этому плану Молдова должна была стать «асимметричной федерацией», а ПМР и Гагаузия получили бы особый статус и возможность блокировать законопроекты, нежелательные для автономий. Молдова обязывалась соблюдать нейтралитет и демобилизовать армию, а также предоставить России право на размещение российских войск на территории Приднестровья сроком на 20 лет в качестве гарантов урегулирования конфликта. Буквально в последний момент президент Молдовы Владимир Воронин в ночь с 24 на 25 ноября 2003 года отказался от подписания уже лично им парафированного соглашения, заявив, что оно даёт односторонние преимущества ПМР и имеет скрытую цель — признание независимости Приднестровья. После срыва подписания Меморандума произошло ухудшение отношений между Приднестровьем и Молдовой. Переговоры возобновились лишь в 2005 году в рамках региональной организации ГУАМ на базе предложений, представленных украинским президентом Виктором Ющенко.

## Причины срыва подписания договора
По мнению Дмитрия Козака, молдавская сторона достаточно хорошо знала текст договора, была с ним согласна и стремилась к скорейшему подписанию, а причиной неудачи стало прямое вмешательство американского посла, чего Воронин не скрывал в разговоре с Козаком. Молдавский политолог Богдан Цырдя и приднестровский Валерий Лицкай также настаивают на участии американского посла. Со слов самого бывшего президента, на него оказывалось внешнее давление.
В своей книге «Видится мне многое с высоты годов...» Владимир  Воронин указывает, что в качестве причины отказа от подписания этого соглашения стало то, что российской стороной в договор вносились правки, несогласованные с молдавской стороной. В частности, в договор было внесено условие о размещении на территории Приднестровья российской военной базы, которое не обсуждалось с молдавской стороной, а было "втихую" внесено в текст договора.